# 新皮爾斯市鎮
新皮爾斯市鎮，曾是拉脫維亞的一個市鎮，設立於2009年。位於該國中部，人口2814人，面積210.2平方公里，人口密度約13人/km2。
2021年7月1日，新皮爾斯市鎮与其它市镇一起合并至圖庫姆斯市鎮。

## 外部連結
- 圖庫姆斯市鎮官方網站 （页面存档备份，存于） （拉脱维亚文） （英文）